# Ancora non è finita
Ancora non è finita è il quinto in studio album del gruppo musicale Radici nel Cemento, pubblicato nel 2006 dall'etichetta discografica V2 Records.
Presente in questo disco, traccia 4, la cover di Mi vendo brano di Renato Zero.

## Tracce
1. E non finirà – 2:41
2. Sound – 3:31
3. Bella ciccia – 3:37
4. Mi vendo – 3:47
5. Le pietre in tasca – 3:48
6. Quelli dentro – 3:23
7. La cucina casereccia – 3:23
8. La vitamara – 3:30
9. Workin' Klass – 3:22
10. Uomo morto – 3:41
11. Skarabiniere – 3:21
12. El miedo nos separa – 4:10
13. Firewoman – 3:49
14. Nuovi crociati – 4:20

Durata totale: 50:23

## Formazione
- Adriano Bono - voce, flauto , cori
- Giulio Ferrante - basso, cori e voce (brano 12)
- Christian Stephan Simone - sax
- Giorgio "Rastablanco" Spriano - chitarre, voce, cori
- Vincenzo Caristia - batteria (brano 8)
- Federico Re - percussioni
- Leonardo Bono - dub

### Altri musicisti
- Stefano "Ras Judah" Capasso - tastiere, synth
- Angelo Morrone - tastiere, fisarmonica, synth
- Valerio Aloi - voce (brano 7)
- Amos Vigna - sax
- Andrea Pagani - trombone, arrangiamento fiati
- Stefano Cecchi - trombone, arrangiamento fiati
- Valerio Guaraldi - chitarra (brani 8-10-12)
- Gianluca D'Alessio - chitarra (brano 10)
- Marco Frugani - voce (brano 11)
- Mauro Massaro - cori (brano 11)
- Paola Di Belardino - cori (brano 8)
- Simone Buonocore - cori (brano 7)